# Mærsk-H-Klasse
Die Mærsk-H-Klasse ist eine Klasse von Vollcontainerschiffen der dänischen Reederei Mærsk Line. Die Schiffe gehören zur Klasse der Ultra Large Container Ships.

## Geschichte
Die Schiffe werden bei Hyundai Heavy Industries in Südkorea gebaut. Neun Schiffe der Klasse wurden am 8. Juli 2015 für Ablieferung 2017 und 2018 bestellt. Der Vertrag enthält die Option für bis zu acht weitere Schiffe der Klasse, von denen 2017 zwei Schiffe bestellt wurden. Sie wurde 2019 abgeliefert. Der Stahlschnitt begann im Oktober 2015, die Kiellegung der ersten drei Einheiten erfolgte am 10. Dezember 2015.

### Feuer auf derMaersk Honam

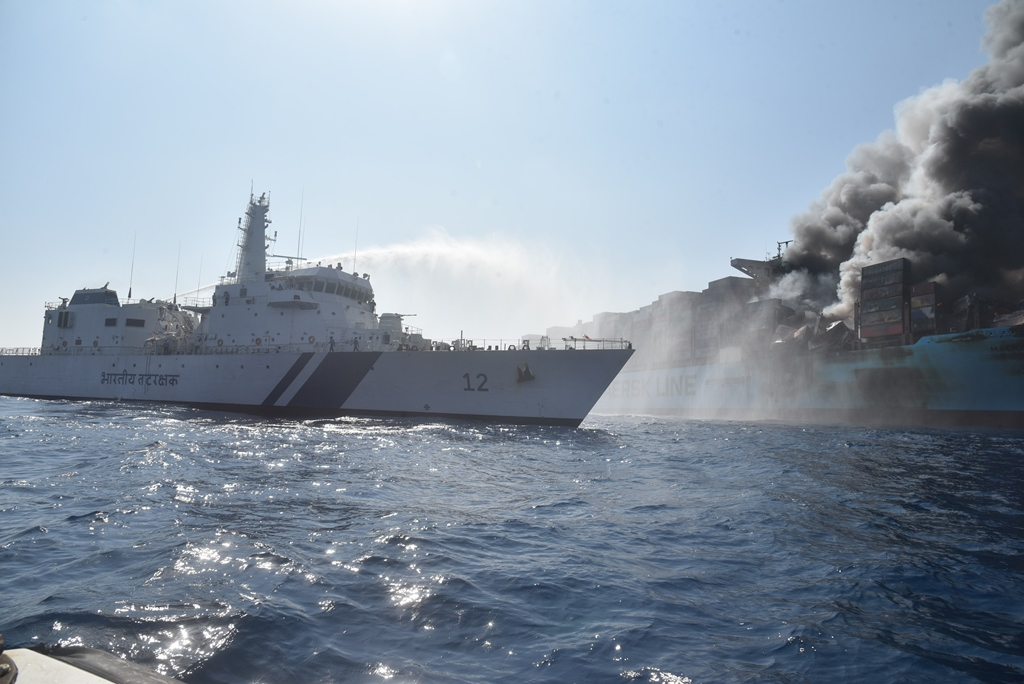
Die brennende Maersk Honam

An Bord der Maersk Honam, die sich mit 7.860 Containern an Bord im Arabischen Meer auf dem Weg von Singapur zum Sueskanal befand, brach am 6. März 2018 rund 900 Seemeilen südöstlich von Salala in Oman ein Feuer in einem der Laderäume vor dem Deckshaus aus. Nachdem der Brand mit Bordmitteln nicht unter Kontrolle gebracht werden konnte, verließen 23 Besatzungsmitglieder das Schiff. Sie wurden von dem Containerschiff ALS Ceres aufgenommen, das sich auf dem Weg nach Singapur befand und rund drei Stunden nach einem Notruf beim Havaristen eintraf. Mindestens vier Seeleute hatten zum Teil schwere Verletzungen erlitten, vier weitere Seeleute wurden vermisst. Drei von ihnen wurden später tot an Bord aufgefunden. Einer der geretteten Seeleute erlag noch an Bord der ALS Ceres (IMO-Nr. 9464716) seinen Verletzungen. Zwei Besatzungsmitglieder, die sich in einem kritischen Zustand befanden, wurden von einem Schiff der indischen Marine übernommen, die anderen von der ALS Ceres nach Kochi im Süden Indiens gebracht.
Das Feuer breitete sich über die Decksladung aus. Es wurde zunächst von einem Patrouillenboot der indischen Küstenwache bekämpft, später übernahmen Hochseeschlepper und Versorger die Brandbekämpfung. Das Feuer, das sich über die drei Laderäume vor dem Deckshaus ausgebreitet hatte, war nach rund einer Woche weitestgehend eingedämmt. Die Löscharbeiten hielten aber noch mehrere Wochen an.
Das Schiff wurde in den Persischen Golf geschleppt und erreichte am 24. April 2018 die Reede von Dschabal Ali in den Vereinigten Arabischen Emiraten. Hier wurden letzte Brandnester gelöscht und das Schiff auf die Entlöschung in Dschabal Ali vorbereitet.
Am 27. Mai 2018 wurde das Schiff in den Hafen von Dschabal Ali geschleppt, wo es vollständig entladen wurde. Am 18. Juni wurde es zur Werft Drydocks World geschleppt. Dort wurde der durch das Feuer schwer beschädigte, knapp 125 Meter lange, vordere Teil des Schiffes abgetrennt. Der hintere Teil des Schiffes wurde im Februar 2019 mit dem Halbtaucher Xin Guang Hua (IMO-Nr. 9751573) nach Südkorea gebracht, um dort auf der Werft Hyundai Heavy Industries, die das Schiff auch gebaut hatte, mit einem neu gebauten Vorschiff zusammengefügt zu werden.  Auch erhielt es einen kraftstoffsparenden Wulstbug und Scrubber. Im Juli 2019 erhielt das Schiff den Namen Maersk Halifax und nach Beendigung der Reparatur im August 2019 wieder in Fahrt gesetzt.

### Angriffe aufMaersk Hangzhou
Am 30. Dezember 2023 traf bei der Durchfahrt vom Indischen Ozean durchs Rote Meer eine taktische ballistische Rakete der Huthi-Miliz aus dem Jemen die Mærsk Hangzhou. Am 31. Dezember 2023 unternahmen vier Schnellboote der jemenitischen Marine bewaffnete Enterversuche und näherten sich dabei dem Schiff bis auf 20 Meter. Die amerikanischen Marineschiffe Gravely, Laboon bzw. Hubschrauber der Dwight D. Eisenhower kamen im Rahmen der Operation Prosperity Guardian der Mærsk Hangzhou unter Einsatz von tödlich wirkender Waffengewalt zu Hilfe.

## Beschreibung
Das Deckshaus befindet sich, wie bei anderen ULCS auch, relativ weit vorne, um auch vor dem Deckshaus eine möglichst hohe Anzahl an Containern an Deck laden zu können.
Die Schiffe verfügen an Deck über 21 40-Fuß-Bays. Sechs Bays befinden sich vor dem Deckshaus, elf zwischen Deckshaus und Schornstein und vier hinter dem Schornstein. An Deck können bis zu 21 Container nebeneinander geladen werden.
Die Laderäume sind mit Cellguides ausgestattet. Die Stellplätze an Deck sind bis drei Lagen übereinander ebenfalls mit Cellguides ausgestattet. Vor der vordersten Containerreihe befindet sich ein Wellenbrecher zum Schutz der Ladung vor überkommendem Wasser.
Mærsk Line setzt die Schiffe im Linienverkehr zwischen Fernost und dem Mittelmeer ein.

## Technische Daten
Der Antrieb der Schiffe erfolgt durch einen Achtzylinder-Dieselmotor von MAN Diesel (Typ: 8G95ME-C9.5) mit 54.960 kW Leistung, die von HHI Engine & Machinery Division in Lizenz gebaut wurden. Der Motor wirkt auf einen Festpropeller. Die Schiffe sind mit zwei Bugstrahl- sowie zwei Heckstrahlrudern ausgestattet.
Für die Stromerzeugung stehen vier Dieselgeneratoren von HHI Electro Electric System (Typ: HSJ7 801-10P) mit jeweils 2.850 kW Leistung sowie ein Wellengenerator von Siemens Electric Machines zur Verfügung.

## Schiffe
| Mærsk-H-Klasse    | Mærsk-H-Klasse | Mærsk-H-Klasse | Mærsk-H-Klasse                                       | Mærsk-H-Klasse                     |
| Bauname           | Bau- nummer    | IMO- Nummer    | Kiellegung Stapellauf Ablieferung                    | Umbenennungen und Verbleib         |
| ----------------- | -------------- | -------------- | ---------------------------------------------------- | ---------------------------------- |
| Maersk Hong Kong  | 2871           | 9784257        | 10. Dezember 2015 26. Januar 2017 6. Juli 2017       | so in Fahrt                        |
| Maersk Horsburgh  | 2872           | 9784269        | 10. Dezember 2015 1. Mai 2017 11. August 2017        | so in Fahrt                        |
| Maersk Honam      | 2873           | 9784271        | 10. Dezember 2015 12. Mai 2017 31. August 2017       | Maersk Halifax (2019), so in Fahrt |
| Maersk Hidalgo    | 2874           | 9784283        | 15. Dezember 2015 16. Juni 2017 16. Oktober 2017     | so in Fahrt                        |
| Maersk Hanoi      | 2875           | 9784295        | 15. Dezember 2015 1. September 2017 6. Januar 2018   | so in Fahrt                        |
| Maersk Hangzhou   | 2876           | 9784300        | 15. Dezember 2015 22. September 2017 5. Februar 2018 | so in Fahrt                        |
| Maersk Hamburg    | 2877           | 9784312        | 16. Dezember 2015 9. Februar 2018 1. Mai 2018        | so in Fahrt                        |
| Maersk Herrera    | 2878           | 9784324        | 16. Dezember 2015 11. Mai 2018 31. Juli 2018         | so in Fahrt                        |
| Maersk Havana     | 2879           | 9784336        | 16. Dezember 2015 17. August 2018 4. Januar 2019     | so in Fahrt                        |
| Maersk Huacho     | 3040           | 9848948        | 17. Dezember 2015 15. Dezember 2018 15. April 2019   | so in Fahrt                        |
| Maersk Houston    | 3041           | 9848950        | 17. Dezember 2015 14. Januar 2019 15. Mai 2019       | so in Fahrt                        |
| Daten: ABS Record |                |                |                                                      |                                    |

Alle Schiffe werden unter der Flagge Singapurs betrieben.